# Hagfors fögderi
Hagfors fögderi avsåg den lokala skattemyndighetens verksamhetsområde i nuvarande Hagfors och Munkfors kommuner mellan åren 1967 och 1991. Efter detta år omorganiserades skatteväsendet och fögderierna ersattes av en skattemyndighet för varje län – i detta fall den för Värmlands län. År 2004 gick verksamheten upp i det nybildade Skatteverket.
Hagfors fögderi föregicks av flera mindre fögderier, vilka sedermera även delvis hamnade under Sunne, Karlstads, Filipstads och Kristinehamns fögderier.
- Mellansysslets fögderi	(1682-1966)
- Älvdals fögderi (1886-1966)
  - Norrsysslets fögderi (1765-1885)
    - Mellansysslets fögderi (1682-1825)